# Ivan Kalyuzhnyi
Ivan Kalyuzhnyi (Járkov, 21 de enero de 1998) es un futbolista ucraniano que juega en la demarcación de centrocampista para el FC Metalist 1925 Járkiv de la Liga Premier de Ucrania.

## Selección nacional
Tras jugar en las categorías inferiores de la selección, finalmente el 11 de octubre de 2024 hizo su debut con la selección de Ucrania en un partido de la Liga de Naciones de la UEFA 2024-25 contra Georgia que finalizó con un resultado de 1-0 a favor del combinado ucraniano tras el gol de Mykhaylo Mudryk.

## Clubes
| Club                             | País     | Año       | Partidos | Goles |
| -------------------------------- | -------- | --------- | -------- | ----- |
| FC Metalist 1925 Járkiv (cedido) | Ucrania  | 2018-2019 | 27       | 1     |
| FC Rukh Lviv (cedido)            | Ucrania  | 2019-2020 | 32       | 2     |
| FC Oleksandriya                  | Ucrania  | 2021      | 23       | 2     |
| Keflavík ÍF (cedido)             | Islandia | 2022      | 7        | 0     |
| Kerala Blasters FC (cedido)      | India    | 2022-2023 | 18       | 4     |
| FC Oleksandriya                  | Ucrania  | 2023      | 4        | 0     |
| FC LNZ Cherkasy (cedido)         | Ucrania  | 2023      | 8        | 0     |
| FC Oleksandriya                  | Ucrania  | 2024-2025 | 40       | 2     |
| FC Metalist 1925 Járkiv          | Ucrania  | 2025-     |          |       |